# Karl Hyldgaard-Jensen
Karl Theodor Hyldgaard-Jensen, född 3 februari 1917 i Vigsö i Danmark, död 16 januari 1995 i Örgryte församling i Göteborg, var en dansk-svensk lärare, språkvetare och professor.
Karl Hyldgaard-Jensen var son till försteläraren K.M. Jensen och Dorothea Hyldgaard. Han blev candidatus magisterii vid Århus universitet 1946, filosofie magister i Göteborg 1952, filosofie licentiat 1958 samt filosofie doktor 1964 och docent i tyska språket vid Göteborgs universitet samma år.
Han var lektor vid Stockholms högskola 1940–1941 och chef för Konglig dansk Gesandtskabs flygtninge-kontors kulturella avdelning i Göteborg 1943–1945. Han innehade lärartjänster i Hjo, Lundsberg och Göteborg 1946–1959, blev lektor vid Göteborgs handelsinstitut 1960 samt var extra universitetslektor i Göteborg från 1960 och lektor i tyska vid högre allmänna läroverket för flickor i Göteborg från 1961. Åren 1972–1987 var han professor i germansk filologi vid Köpenhamns universitet.
Hyldgaard-Jensen höll kurser och föredrag vid Sveriges radio 1941–1944, vid Föreningen Norden 1940–1950, Modersmålslärarnas förening, Kontoristföreningen, ABF och FCO. Han var sekreterare vid Kommittén för hjälp till intellektuella flyktingar 1943–1945. Hyldgaard-Jensen var medlem av Filologiska samfundet, Föreningen för litteratur- och konsthistoria och Verein für niederdeutsche Sprachforschung i Hamburg.
Han författade bidrag till Nordens stämma (1940), Ett bidrag till studiet av Virginia Woolfs romanteknik (1954), Tysk handelskorrespondens (1955), Ree i "Museum" (1956), Engelsk handelskorrespondens (1959), Rechtswortgeographische Studien I (doktorsavhandling 1964) samt diverse tidningsartiklar.
Han hade Konung Christian X:s frihetsmedalj (ChXFrM) och mottog Conrad-Borchling-Preis för vetenskapliga arbeten inom lågtysk filologi 1964.
Karl Hyldgaard-Jensen gifte sig 1940 med lektor Anna Lisa Romdahl (1912–1986), dotter till majoren Gunnar Theodor Romdahl och Karin Bolin. De fick barnen Karin Zelmerlööw (född 1942), Anna Heggemsnes Romdahl (född 1946) och Clara Nankler Hyldgaard-Jensen (född 1950).